# Паризька мирна угода (1898)
Паризька мирна угода — мирна угода між США та Іспанією, підписана 10 грудня 1898 року в Парижі, по завершенні Іспано-американської війни.

## Склад делегацій
До складу американської делегації входили:
- Вільям Руфус Дей — голова делегації, колишній держсекретар США;
- Вільям Пірс Фрай — сенатор від штату Мен;
- Кушман Келлоґґ Девіс — сенатор від штату Міннесота;
- Джордж Ґрей — сенатор від штату Делавер;
- Вайтлі Райд — колишній дипломат та кандидат у віце-президенти США.

Іспанська делегація складалася з: 
- Еухеніо Монтеро Ріос — голова делегації, голова Сенату Іспанії[1];
- Буенавентура де Абарсуса — іспанський дипломат;
- Хосе де Ґарніка — іспанський дипломат;
- Венцеслао Рамірес де Вілла-Уррутія — іспанський дипломат;
- Рафаел Сереро — іспанський дипломат.

Був присутнім також французький дипломат Жуль Камбон.

## Основні положення
- Відмова від претензій Іспанії на суверенітет Куби. Заняття звільнених територій Сполученими Штатами, які беруть на себе зобов'язання щодо охорони життя та майна, згідно з міжнародним правом.
- Іспанія поступається США островом Пуерто-Рико та іншими островами, що знаходяться під її суверенітетом у Вест-Індії, і островом Гуам в архіпелазі Маріанські острови (Ладронські острови).
- Іспанія передає Сполученим Штатам Філіппінські острови за двадцять мільйонів доларів[2].